# 702
| 702                |
| ------------------ |
| Dødsfald - Fødsler |
|                    |

| Gregoriansk kalender | 702 DCCII               |
| Ab urbe condita      | 1455                    |
| Armensk kalender     | 151 ԹՎ ՃԾԱ              |
| Kinesiske kalender   | 3398 – 3399 辛丑 – 壬寅 |
| Etiopisk kalender    | 694 – 695               |
| Jødisk kalender      | 4462 – 4463             |
| Hindukalendere       |                         |
| - Vikram Samvat      | 757 – 758               |
| - Shaka Samvat       | 624 – 625               |
| - Kali Yuga          | 3803 – 3804             |
| Iransk kalender      | 80 – 81                 |
| Islamisk kalender    | 83 – 84                 |

Se også 702 (tal)

## Dødsfald
- Liutpert, langobardernes konge

| År | Spire Denne artikel om et år, årti, århundrede eller årtusinde er en spire som bør udbygges. Du er velkommen til at hjælpe Wikipedia ved at udvide den. |